# The Muppet Show (album)
The Muppet Show è il primo album uscito dal programma televisivo omonimo.
L'album include canzoni selezionate dalla prima stagione del Muppet Show, nonché sketch comici e le varie scenette brevi non quotate, comprese interiezioni dei Muppet con Statler e Waldorf.

## Tracce

### Il lato A
- "The Muppet Show Theme"
- "Mississippi Mud"
- "Mahna Mahna"
- Gonzo il Grande mangia uno pneumatico al ritmo del volo del calabrone
- "Mr. Bassman"
- "Cottleston Pie"
- "Lady of Spain "
- "Pachalafaka"
- "Lydia il Tattooed Lady"
- "Halfway Down the Stairs"

### Lato B
- "Tenderly"
- "I'm in Love with a Big Blue Frog"
- "Tit Willow"
- Ospedale del Veterinario
- "Simon Smith and His Amazing Dancing Bear"
- "What Now My Love"
- Monologo di Fozzie
- "Hugga Wugga"
- "Trees"
- "Sax and Violence"
- "Bein' Green"

## Esecutori Muppet
- Jim Henson: Kermit, Dr. Teeth, Rowlf, Olaf (Muppet), Waldorf, e il Giornalista
- Frank Oz: Fozzie, Miss Piggy, Animal (personaggio), Sam l'aquila, Marvin Suggs e Mildred
- Jerry Nelson: Floyd, Robin, Uncle Deadly
- Richard Hunt: Scooter (Muppet), Sweetums, Statler e Wayne
- Dave Goelz: Gonzo (Muppet), Zoot, Dott. Bunsen Honeydew e Muppy
- Eren Ozker: Hilda, Wanda, e Janice
- John Lovelady: Crazy Harry e Nigel
- Fran Brill: Mary Louise